# Bundeszollverwaltung

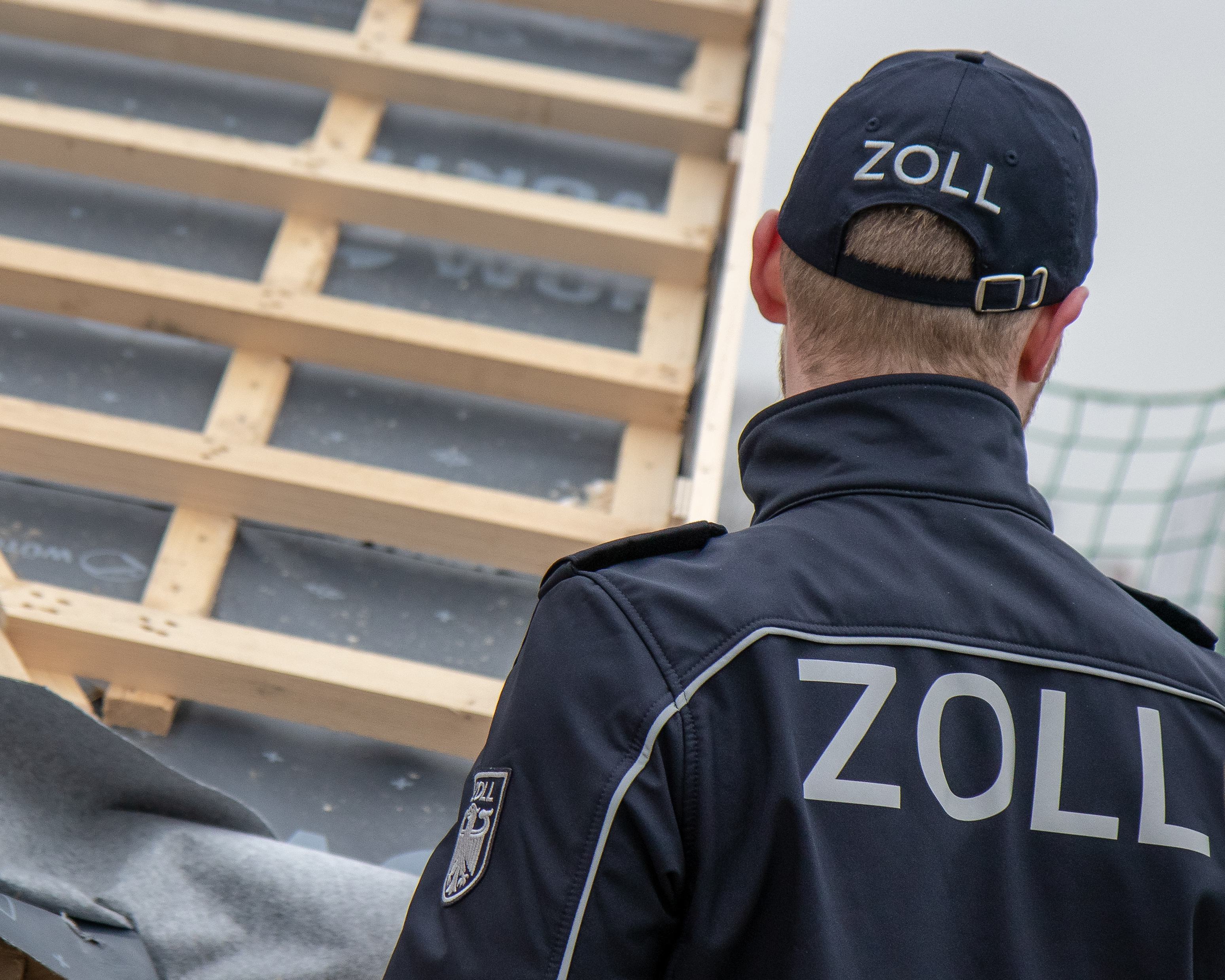
Zollbeamter auf einer Baustelle

Die Bundeszollverwaltung ist ein Verwaltungszweig der deutschen Bundesfinanzverwaltung und somit dem Bundesfinanzministerium unterstellt. Sie besteht aus der Generalzolldirektion und nachgeordneten Behörden. Sie umfasst sowohl die Vollzugsdienste mit polizeilichen Befugnissen als auch die fiskalische Steuer- und Abgabenverwaltung.

## Aufgaben
Die Zollverwaltung (bzw. der Zoll) hat folgende Aufgaben:
- Erhebung von Zöllen (Art. 101 Abs. 1 UZK, § 1 Abs. 1 S. 2 ZollVG) und verschiedenen Bundessteuern (§ 1 Abs. 1 S. 3 ZollVG)
- Vollstreckung von Geldforderungen des Bundes und bundesunmittelbarer Körperschaften (§ 250 Abs. 1 AO, § 1 Abs. 6 ZollVG)
- Überwachung der Verbote und Beschränkungen im grenzüberschreitenden Warenverkehr (Art. 134 Abs. 1 S. 2 UZK, Art. 201 Abs. 2 Buchstabe c) UZK, § 1 Abs. 3 ZollVG)
- Überwachung des grenzüberschreitenden Verkehrs mit Barmitteln und gleichgestellten Zahlungsmitteln (§§ 1 Abs. 4, 12a ZollVG)
- Polizeiliche Überwachung der Grenzen und die polizeiliche Kontrolle des grenzüberschreitenden Verkehrs in Rahmen der bundespolizeilichen Aufgabenübertragung sowie die Beseitigung von Störungen und der Abwehr von Gefahren, die die Sicherheit der Grenzen beeinträchtigen (§§ 2 Abs. 2 Nr. 1–3, 66 Abs. 1 BPolG, 1 BPolZollV)
- Verhinderung und Verfolgung von Schwarzarbeit (§ 2 Abs. 1 SchwarzArbG)
- Prüfung der Einhaltung von Tarif- und Mindestlöhnen (§ 2 Abs. 1 Nr. 6 SchwarzArbG)[4]

## Finanzbehörde
Die deutsche Bundeszollverwaltung stellt als Teil der Bundesfinanzverwaltung die Einnahmen von Bundessteuern sicher. Diese umfassen Verbrauchsteuern wie Alkoholsteuer, Alkopopsteuer, Energiesteuer, Kaffeesteuer, Schaumweinsteuer, Stromsteuer, Tabaksteuer und Zwischenerzeugnissteuer sowie Verkehrssteuern wie Kraftfahrzeugsteuer und Luftverkehrsteuer. Außerdem ist die Bundeszollverwaltung für Einnahmen der Europäischen Union verantwortlich: 75 % aller Zölle werden an die EU abgeführt, 25 % verbleiben als Aufwandsentschädigung und gehen an den Bund.
Größter Posten ist die Einfuhrumsatzsteuer (EUSt).

## Auftrag

### Vollzugsbehörde

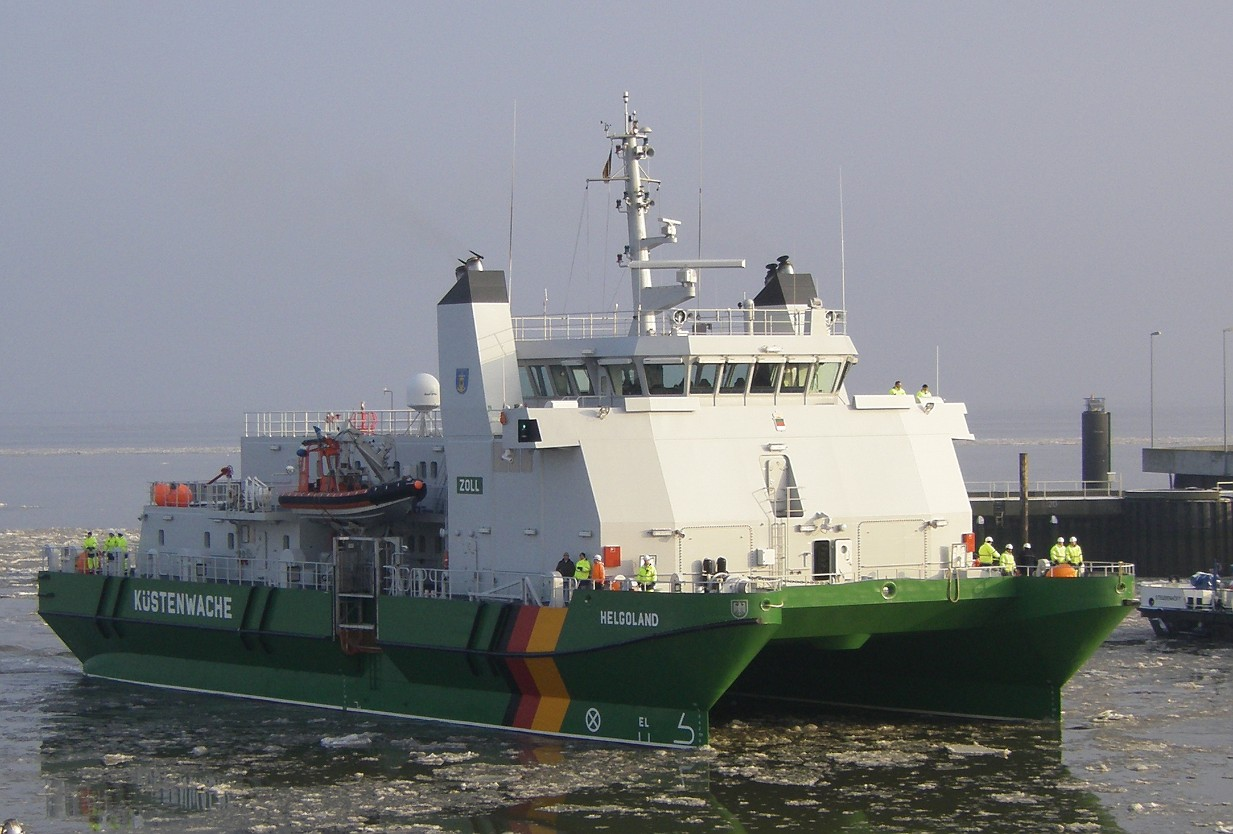
Der Zollkreuzer Helgoland (Kontrolleinheit See)

Zu den Aufgaben der Vollzugsbereiche der Zollverwaltung gehören die zollamtliche Überwachung des Warenverkehrs über den deutschen Teil der Zollgrenze der Europäischen Union (Grenzaufsicht), die Überwachung der Einhaltung von Verboten und Beschränkungen im grenzüberschreitenden Warenverkehr, die Überwachung des grenzüberschreitenden Verkehrs mit verbrauchsteuerpflichtigen Waren, der Schutz des deutschen Festlandsockels in Nord- und Ostsee (d. h. die Überwachung von unterseeischen Bergbau- und Schürfrechten) sowie die Bekämpfung von Schwarzarbeit und Geldwäsche. Die Kontrolleinheit See bildet zusammen mit anderen Behörden die Küstenwache des Bundes. Die Vollzugsbereiche der Zollverwaltung arbeiten in vielen Bereichen eng mit den Polizeien der Länder und des Bundes sowie anderen Behörden zusammen. Sie sind Strafverfolgungsbehörden und werden auch zur Terrorbekämpfung eingesetzt. 2020 waren im Vollzugsbereich 13.500 uniformierte Waffenträger eingesetzt.

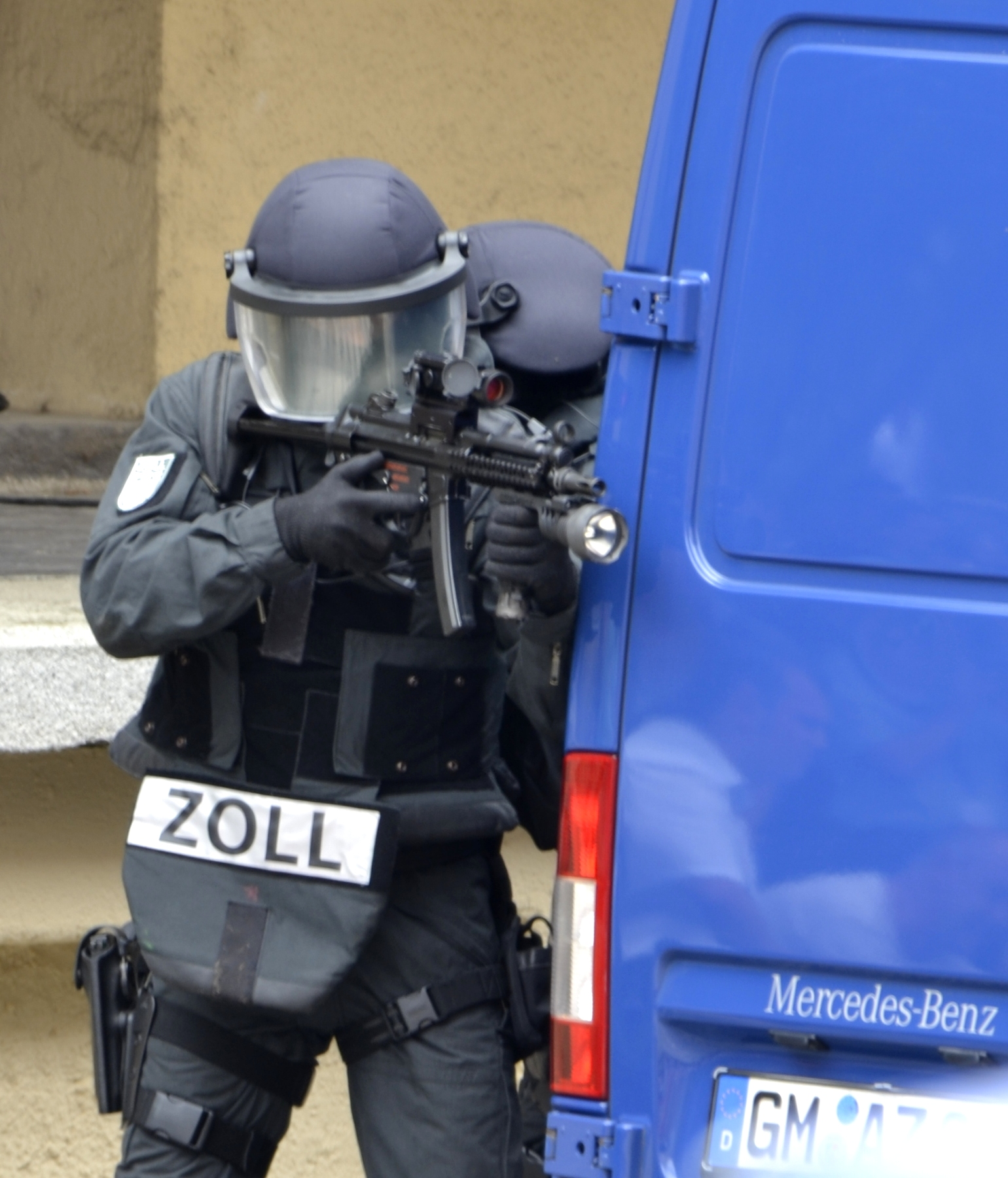
Beamter der Zentralen Unterstützungsgruppe Zoll

Dem Vollzugsbereich der Bundeszollverwaltung werden zugeordnet:
- die Kontrolleinheiten (KEV, KEP, KEG, KES, KEFÜ, KEFR und andere, jeweils dem Sachgebiet C der Hauptzollämter zugeordnet)
- Die Finanzkontrolle Schwarzarbeit (Sachgebiete E der Hauptzollämter)
- das Zollkriminalamt (Direktion VIII der Generalzolldirektion) mit den acht unterstellten Zollfahndungsämtern
- die Zentrale Unterstützungsgruppe Zoll (ZUZ, als Spezialeinheit dem Zollkriminalamt zugeordnet)
- die Observationseinheit Zoll (OEZ, den Zollfahndungsämtern zugeordnet)

Eine enge Zusammenarbeit mit anderen Behörden erfolgt insbesondere in der Küstenwache des Bundes und mittels folgender gemeinsamer Ermittlungsgruppen:
- Gemeinsame Ermittlungsgruppen Arbeit (GEA)
- Gemeinsame Finanzermittlungsgruppen (GFG)
- Gemeinsame Ermittlungsgruppe Rauschgift (GER)
- Gemeinsame Ermittlungsgruppe Zigaretten (GEZig)

### Vollzugsbereiche der Bundeszollverwaltung

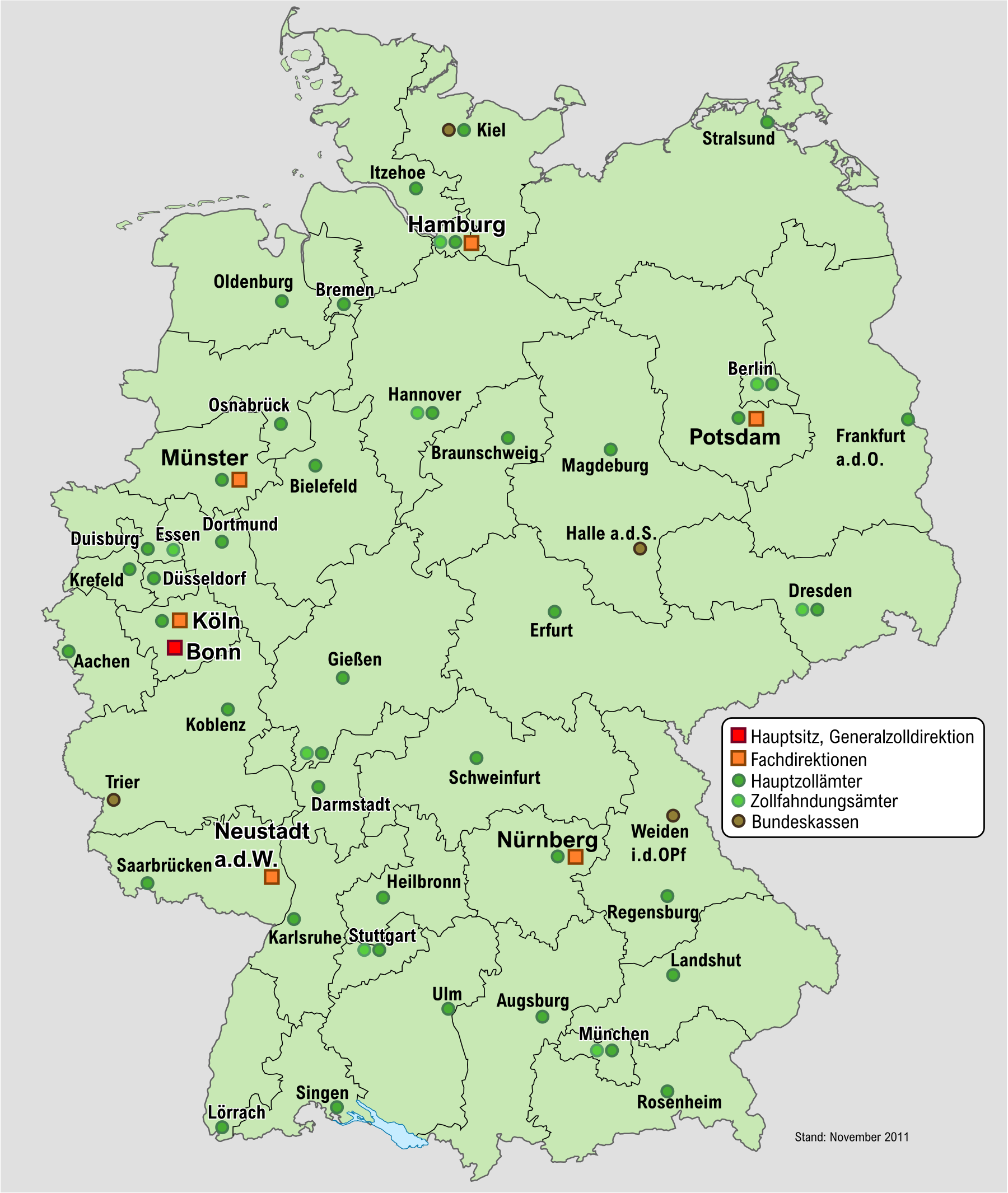
Struktur der Bundeszollverwaltung

Die Vollzugsbereiche der Bundeszollverwaltung werden aufgrund ihrer klassischen Filterfunktion und ihrer polizeilichen Aufgaben oftmals mit der Bundespolizei verwechselt, da viele Vollzugsbereiche des Zolls ähnliche Kompetenzen wie bestimmte Bereiche der Polizeien der Länder und des Bundes haben, sie nehmen eine Vielzahl von polizeilichen und strafverfolgenden Vollzugsaufgaben wahr. Beispielsweise kann man die Zollfahndung als „Kriminalpolizei des Zolls“ bezeichnen. Die fiskalischen Verwaltungsbereiche der Zollverwaltung, die als Einnahmeverwaltung fungieren, kann man als „Finanzamt des Bundes“ vereinfachend darstellen, da sie die Steuereinnahmen des Bundes (Zölle und Verbrauchsteuern) sicherstellen.
Zollbeamte sind formell-rechtlich als Angehörige der Bundesfinanzverwaltung Finanzbeamte. Die Vollzugsbeamten haben allerdings materiell-rechtlich bei der Verfolgung von Steuerstraftaten (§ 369 Abs. 1 AO) und Steuerordnungswidrigkeiten, sowie bei der Verfolgung von Straftaten im Zusammenhang mit der Bekämpfung der illegalen Beschäftigung (z. B. Betrug nach § 263 StGB, illegaler Aufenthalt von Ausländern nach §§ 95, 96 StGB) den Status von Polizeivollzugsbeamten gemäß § 14 Abs. 1 SchwarzArbG. Zollbeamte aus den Vollzugsbereichen (innerhalb der Abteilung Finanzkontrolle Schwarzarbeit auch die Verwaltungsangestellten) sind darüber hinaus Ermittlungspersonen der Staatsanwaltschaft gemäß § 6 Nr. 2 UZwG i. V. m. der UZwVwV-BMF. Bei sogenannten reinen Steuerstraftaten (z. B. Steuerhinterziehung bei Zigarettenschmuggel) hat das Hauptzollamt darüber hinaus die Rechtsstellung der Staatsanwaltschaft gemäß § 386 Absatz 1 und 2 AO. Nach der Forderung der EU-Kommission vom 28. Juli 2003, den Zoll in eine Warenpolizei umzustrukturieren, kam es regelmäßig seitens der eher zollfremden Gewerkschaft der Polizei (GdP) zu Diskussionen, ob die Vollzugsbereiche des Zolls in eine Bundesfinanzpolizei umstrukturiert werden sollen (siehe weiter unten).

### Vollstreckungsbehörde

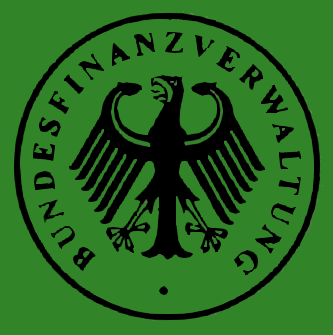
Siegel der Bundesfinanzverwaltung

Die Bundeszollverwaltung vollstreckt öffentlich-rechtliche Geldforderungen des Bundes und der bundesunmittelbaren juristischen Personen des öffentlichen Rechts wie z. B. der Bundesagentur für Arbeit, der gesetzlichen Krankenkassen, der Berufsgenossenschaften und anderer. Die ausführenden Beamten sind Vollziehungsbeamte und haben genauso wie Gerichtsvollzieher das Recht, Sachen, Grundstücke und Forderungen zu pfänden und später ggfs. zu verwerten (§ 287 AO).

#### Auktionator
Es finden regelmäßig Auktionen bei Hauptzollämtern statt, welche über ein Sachgebiet G für die Vollstreckung verfügen. Dort werden Gegenstände versteigert, die gepfändet oder von Behörden zur Verwertung bestimmt worden sind. Es gibt ein Internet-Auktionsportal, über das ebenfalls auf solche Waren geboten werden kann. Diese Möglichkeit der Versteigerung wird auch von anderen Behörden genutzt. Von den Versteigerungen ausgenommen sind beschlagnahmte Waren wie Zigaretten und andere Tabakwaren, Waffen, Betäubungsmittel, Tiere und Pflanzen.

## Organisation

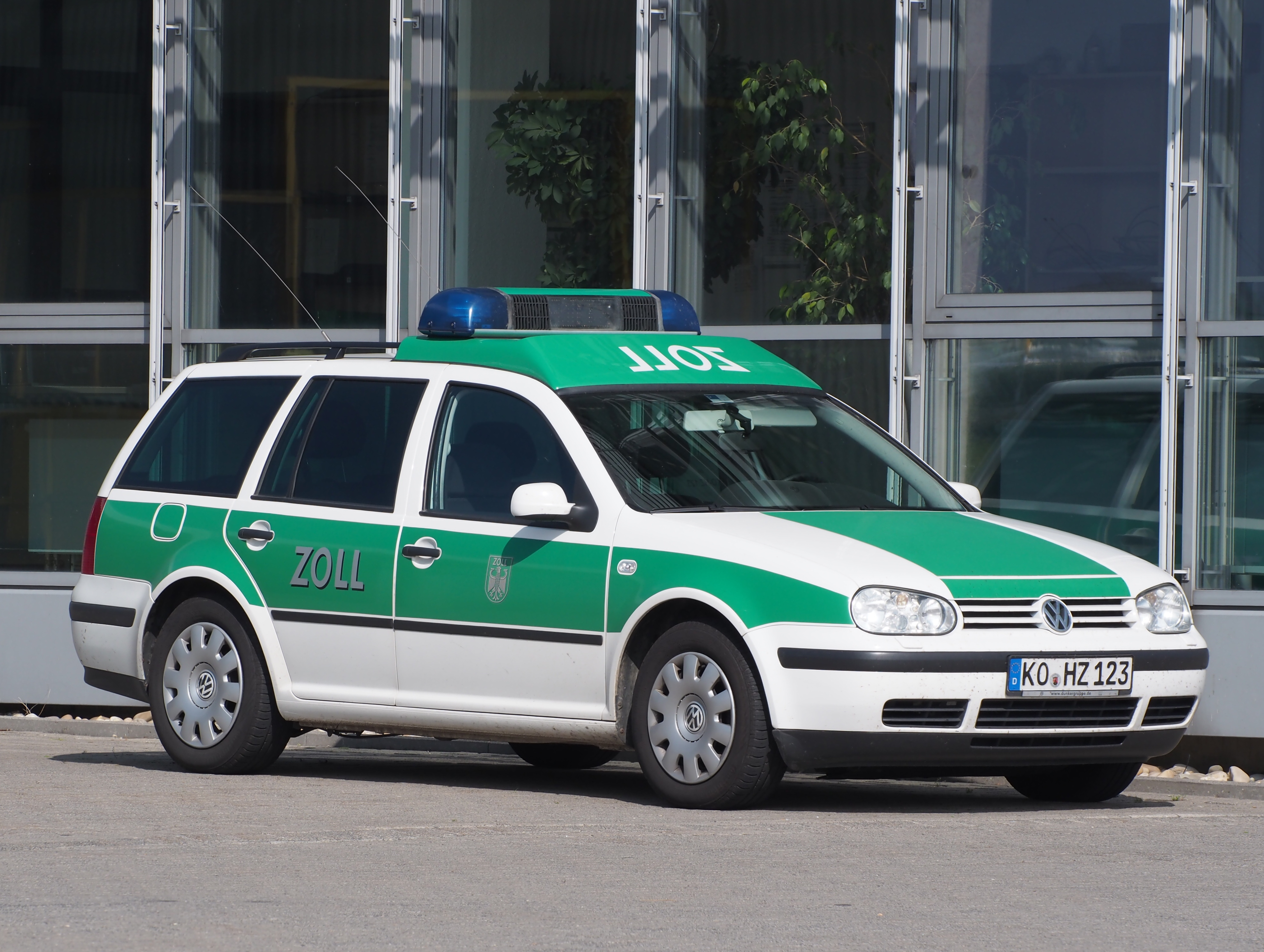
Einsatzfahrzeug im alten, grünen Design

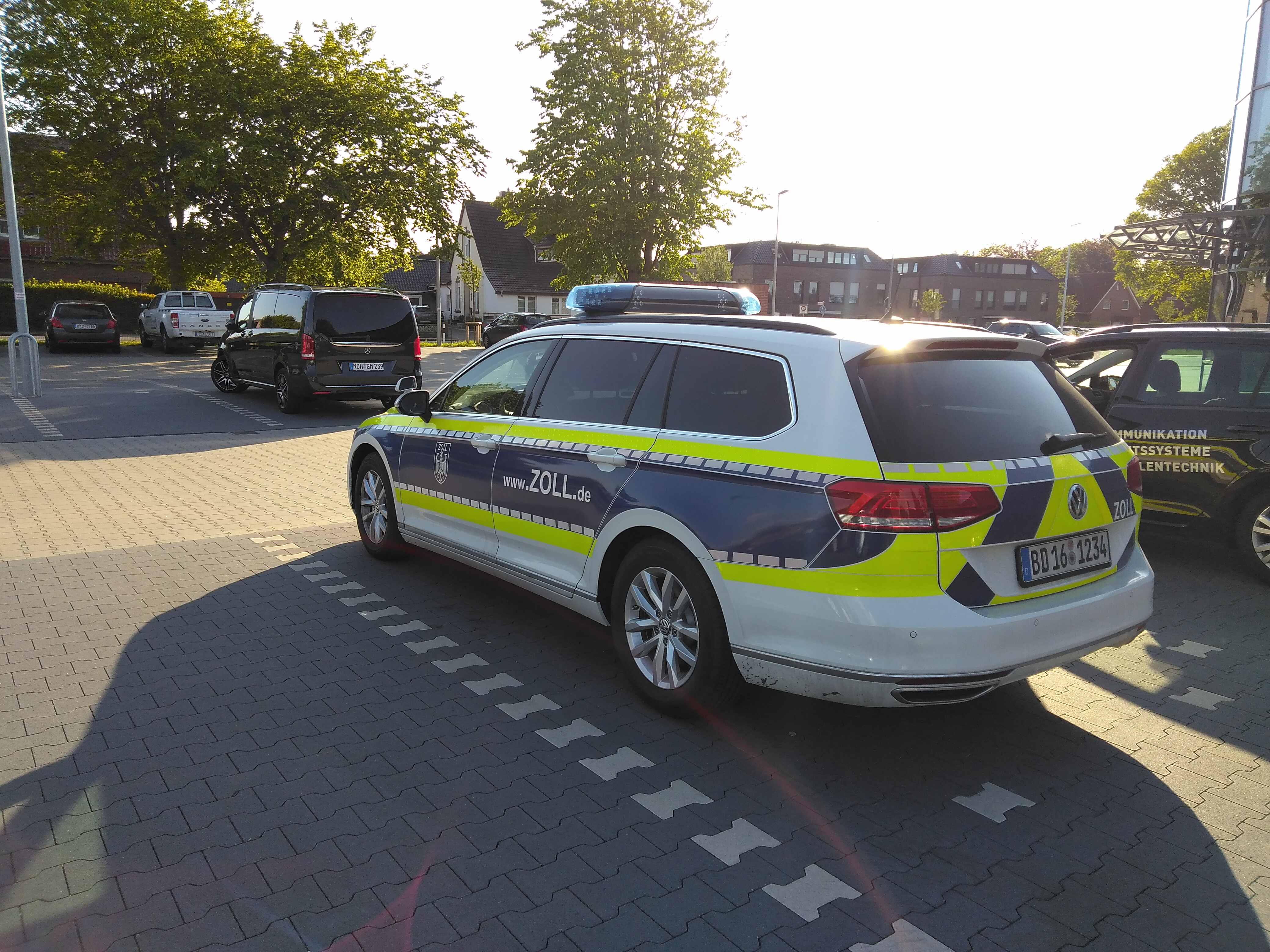
Einsatzfahrzeug im neuen, blauen Design

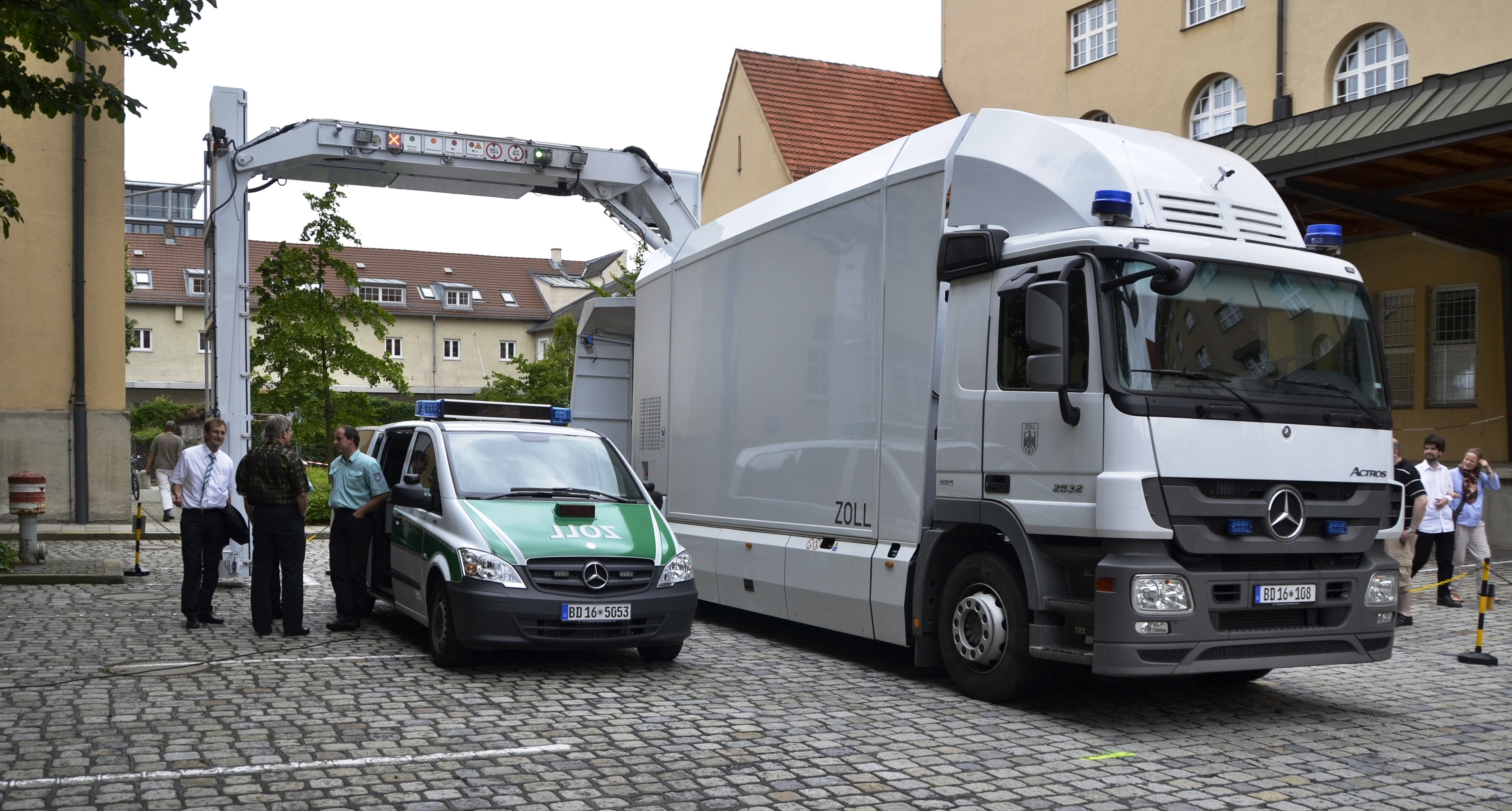
Mobiler Röntgen-LKW zur Durchleuchtung von Fahrzeugen

### Gliederung der Bundeszollverwaltung bis 1. Januar 2016
Bis zum 1. Januar 2016 war die deutsche Zollverwaltung in den folgenden drei Stufen organisiert:
- Oberste Verwaltungsstufe: Oberste Bundesbehörde war das Bundesministerium der Finanzen (BMF). Innerhalb des Bundesministeriums der Finanzen war die Abteilung III für alle fachlichen, organisatorischen und personellen Angelegenheiten der Zollverwaltung zuständig.
- Mittlere Verwaltungsstufe: Bundesmittelbehörden waren die fünf regional zuständigen Bundesfinanzdirektionen und das Zollkriminalamt. Die Bundesfinanzdirektionen koordinierten und beaufsichtigten die Tätigkeit der nachgeordneten örtlichen Zollbehörden einerseits und waren andererseits bundesweit für einzelne Fachpakete zuständig.
- Örtliche Verwaltungsstufe: Die örtlichen Behörden waren die Hauptzollämter mit ihren Sachgebieten. Sie waren für die Durchführung der Zollaufgaben zuständig. Die Finanzkontrolle Schwarzarbeit war zum Beispiel bei den Hauptzollämtern angesiedelt (Sachgebiete E für die Prüfung und Ermittlung und bei den Sachgebieten C für die Prävention).

Die hierarchische Verwaltungsstruktur:
Bundesministerium der Finanzen (BMF, Abteilung III)
- Zollkriminalamt (ZKA)
  - Zollfahndungsämter (ZFA)
- Bundesfinanzdirektionen
  - Hauptzollämter (HZA, Binnen- und Grenzzolldienst)
    - Zollämter (ZA, Binnenzolldienst/Grenzabfertigungsdienst)
    - Sachgebiete
      - Sachgebiete A (Organisation, Personal, Haushalt und Zahlstelle)
      - Sachgebiete B (Zölle und Verbrauchsteuern, Abfertigung, Fachaufsicht)
      - Sachgebiete C (Kontrolleinheiten)
        - Kontrolleinheiten Verkehrswege (KEV)
        - Kontrolleinheiten Prävention Schwarzarbeit (KEP, Prävention FKS)
        - Kontrolleinheiten Grenznaher Raum (KEG oder KE gnR)
        - Kontrolleinheiten See (KES, ehem. Wasserzoll)
        - Kontrolleinheit Flughafen Überwachung (KEFÜ)
        - Kontrolleinheit Flughafen Reiseverkehr (KEFR)
        - und andere

      - Sachgebiete D (Prüfungsdienste)
      - Sachgebiete E (Finanzkontrolle Schwarzarbeit)
      - Sachgebiete F (Ahndung bzw. Bußgeld- und Strafsachen)
      - Sachgebiete G (Vollstreckung)

    - Zollzahlstellen (ZZ)
      - Nebenzollzahlstellen (NZZ)
- Beschaffungsamt der Bundeszollverwaltung (BABZV) mit der Zollkleiderkasse (ZKK)
- Bildungs- und Wissenschaftszentrum der Bundesfinanzverwaltung
  - Dienstsitze Wissenschaft und Technik – ehemalige Zolltechnische Prüfungs- und Lehranstalten (ZPLA)
  - Dienstsitze Aus- und Fortbildung – ehemalige Zolllehranstalten (ZLA)
  - Zollhundeschulen
  - Informations- und Wissensmanagement Zoll (IWM Zoll)
  - Steuerungsunterstützung Zoll (Stütz Zoll)

### Gliederung der Bundeszollverwaltung seit 1. Januar 2016
Im Rahmen der Organisationsreform der Bundeszollverwaltung wurde zum 1. Januar 2016 die Generalzolldirektion (GZD) als neue Bundesoberbehörde eingerichtet.
Die bisherigen fünf Bundesfinanzdirektionen wurden aufgelöst. Die Generalzolldirektion vereinigt Teile der bisherigen Abteilung III des Bundesfinanzministeriums, die Bundesfinanzdirektionen, das Zollkriminalamt und das Bildungs- und Wissenschaftszentrum der Bundesfinanzverwaltung unter dem Dach einer zentral zuständigen Behörde. Damit besteht die Zollverwaltung nunmehr nur noch aus der Generalzolldirektion und der „operativen Ortsebene“ (Hauptzollämter und Zollfahndungsämter). Die Generalzolldirektion hat ihren Hauptsitz in Bonn (Am Propsthof 78a) und beschäftigt bundesweit rund 7000 Mitarbeiter.

### Gewerkschaften
Die Interessen der Beschäftigten der Zollverwaltung werden durch den BDZ Deutsche Zoll- und Finanzgewerkschaft, die Gewerkschaft der Polizei (GdP) und die Vereinte Dienstleistungsgewerkschaft (Verdi) vertreten. Das Bundesfinanzministerium wollte die GdP zunächst nicht anerkennen. Der Hessische Verwaltungsgerichtshof stellte mit rechtskräftiger Entscheidung vom 22. Dezember 2008 fest, dass die GdP Interessenvertretung für die Beschäftigten der Vollzugsbereiche der Bundeszollverwaltung ist.

Die Signalflagge Q wird im Flaggenalphabet auch als Zollstander benutzt.

Die Gewerkschaft der Polizei fordert als einzige der drei die Interessen der Zöllner und Tarifbeschäftigten vertretenden Gewerkschaften eine Umstrukturierung aller Vollzugsbereiche des Zolls zu einer sogenannten Bundesfinanzpolizei.

## Spitzensportförderung
Die Bundeszollverwaltung tritt seit 1952 als Förderer des Leistungssports auf und unterhält das Zoll Ski Team. In der Saison 2023/24 gehören der Mannschaft 76 Mitglieder an, davon 34 Sportlerinnen, 32 Sportler, acht Trainer sowie ein Skitechniker und ein Betreuer. Sie verteilen sich auf die Disziplinen Ski Alpin (20, davon vier paralympisch), Biathlon (23, davon vier paralympisch), Skilanglauf (17), Skisprung (12) sowie Nordische Kombination (4). Zu den geförderten Sportlern gehörten unter anderen Felix Neureuther, Maria Höfl-Riesch und Viktoria Rebensburg sowie Laura Dahlmeier. Die Sportler sind Beamte der Zollverwaltung im einfachen Dienst.

## Auszeichnungen
- 2019 hat die Nachwuchskampagne des Zolls „Dein Talent im Einsatz 2.0“ den Politikaward 2018 in der Kategorie „Gesellschaftliche Kampagne“ gewonnen.[15]
- In einer global umfassenden Befragung, die die Weltbank im Jahre 2016 bei etwa 1000 internationalen Speditionen und Expressgutdienstleistern durchführte, schnitt die Deutsche Zollverwaltung sehr gut ab und erreichte im Logistics Performance Index (LPI) im Einzelergebnis der Leistungsfähigkeit einen Wert von 4,12 von 5 möglich erreichbaren Punkten und errang damit den zweiten Platz unter 160 Plätzen. Lediglich das gute Ergebnis der Zollverwaltungen von Singapur lag noch vor dem Ergebnis des deutschen Zolls.[16]
- Die Deutsche Zollverwaltung wurde im Juni 2010 von der Software AG mit dem Business Process Excellence Award ausgezeichnet. Den Preis nahm Hans-Joachim Stähr, Ministerialdirektor im Bundesministerium der Finanzen, stellvertretend für die gesamte Zollverwaltung entgegen. Ausgezeichnet wurden die Arbeiten der Bundeszollverwaltung im Bereich der Geschäftsprozessmodellierung und für eine darauf aufbauende Unterstützung mit IT-Technologien unter anderem im Zuge des Projektes Strukturentwicklung Zoll.
- 2011 wurde die Deutsche Zollverwaltung bei der Verleihung des Datenschutz-Negativpreises Big Brother Awards[17][18] in der Kategorie Arbeitswelt ausgezeichnet.

## Auslandseinsätze
Zollbeamte nehmen auch an internationalen Einsätzen wie EUBAM Moldawien/Ukraine, EUBAM Rafah und EULEX teil. Dies erfolgt z. B. um (häufig gemeinsam mit Beamten der Bundespolizei) Infrastrukturen zur Grenzsicherung und Grenzaufsicht aufzubauen, die Abgabenerhebung zu sichern, Schmuggel zu unterbinden und auch zur Ausbildung und Schulung von lokalen Kräften.

## Geschichte

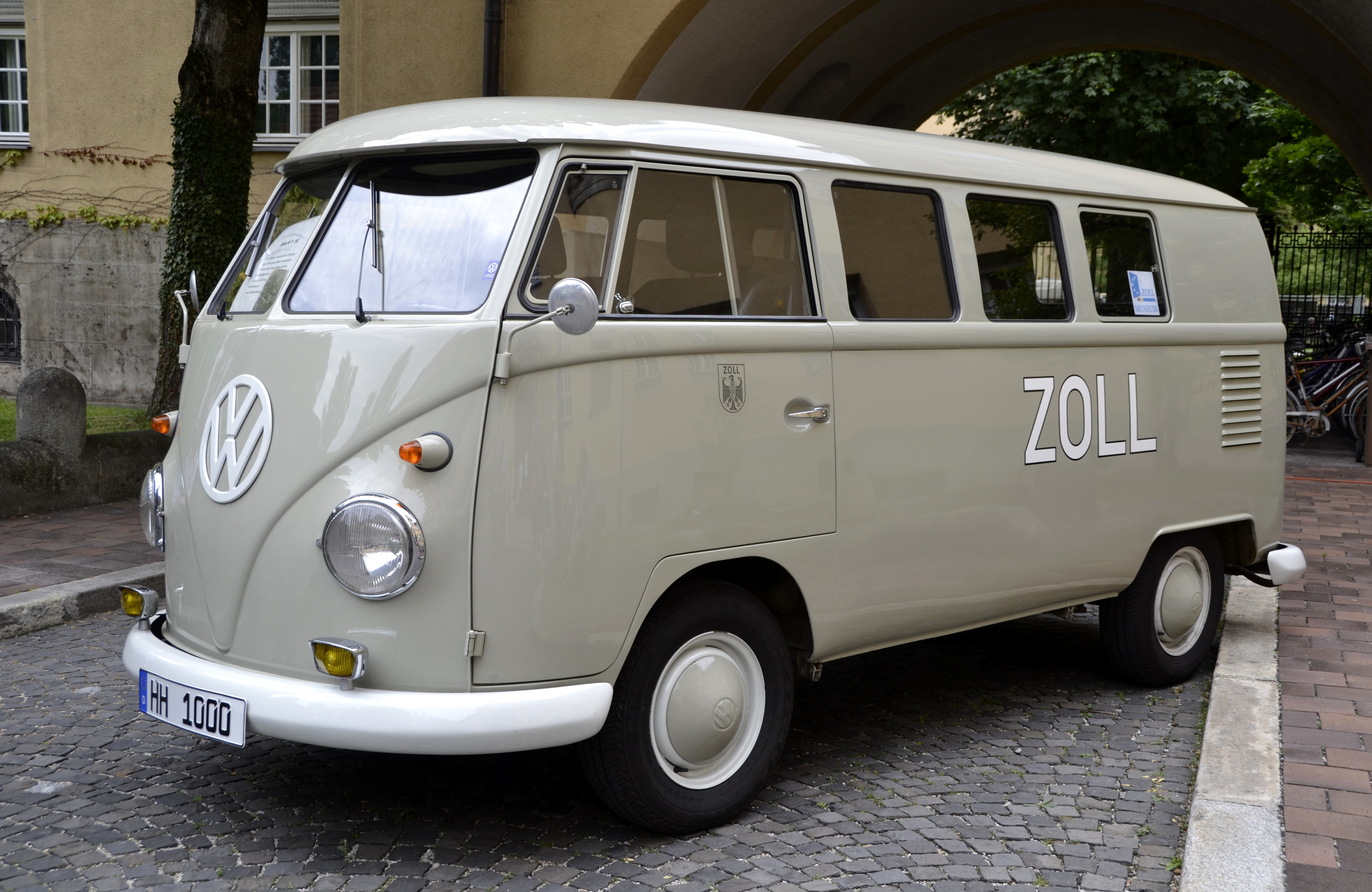
Historisches Zollfahrzeug, Baujahr 1962

- 1949: Gründung der Bundesrepublik Deutschland am 23. Mai 1949. Errichtung der Zentralen Zollnachrichtenstelle in Frankfurt am Main. Errichtung des Zollkriminalwissenschaftlichen Laboratoriums bei der ZPLA (Zolltechnischen Prüfungs- und Lehranstalt) Köln. Für den Zollgrenzschutz wurde die alte Bezeichnung (Zoll–)Grenzaufsichtsdienst mit Gründung der Bundesrepublik wieder eingeführt.
- 1951: Gründung der Europäischen Union mit den Kernländern Belgien, Westdeutschland, Frankreich, Italien, Luxemburg und den Niederlanden (18. April 1951). Die Zentralen Zollnachrichtenstelle und das Zollkriminalwissenschaftlichen Laboratorium werden zur Zollkriminalwissenschaftlichen Abteilung bei der ZPLA Köln zusammengefasst.
- 1952: Gründung des Zollkriminalinstitutes (ZKI) als Nachfolgerin der Zollkriminalwissenschaftlichen Abteilung
- 1958: Ausbau des Zollkriminalinstitutes nach Vorbild des Bundeskriminalamtes (BKA)
- 1983: Beendigung des Zündwarenmonopols

- 1989: Rabta- bzw. Giftgas-Skandal[19][20]

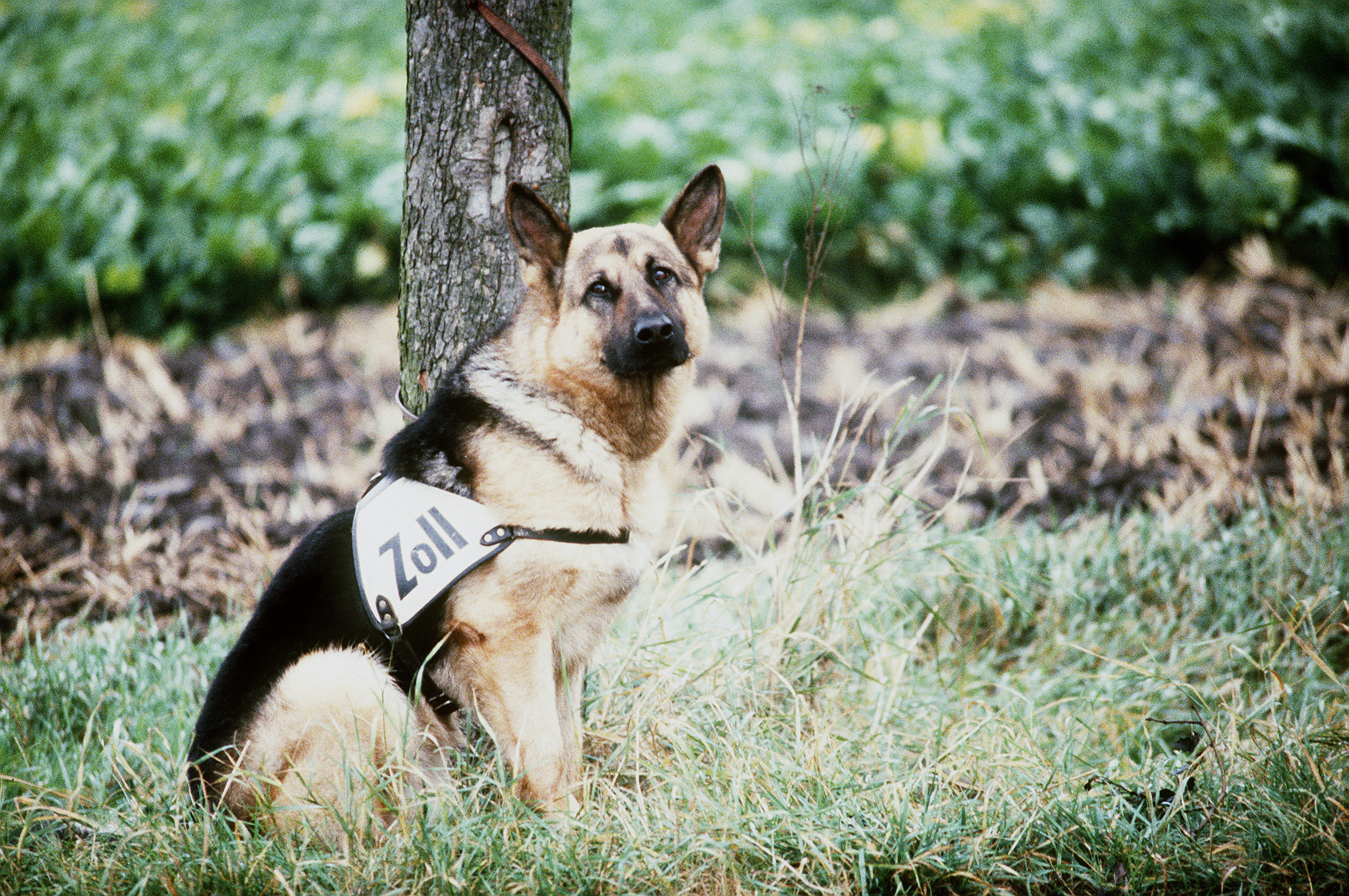
Schäferhund des westdeutschen Zolls an der innerdeutschen Grenze 1984

- 1990: Mit der Wiedervereinigung Deutschlands am 3. Oktober 1990 trat die DDR der Bundesrepublik Deutschland und damit der EG bei. Auflösung der letzten berittenen Grenzaufsichtsstelle Gartow
- 1992: Gründung des deutschen Zollmuseums (21. Mai 1992), im Juli 1992 Gründung des Zollkriminalamtes (ZKA) als Nachfolgerin des Zollkriminalinstitutes, Unterzeichnung des Vertrages über die Europäische Union in Maastricht
- 1994: Der Koordinierungsverbund Küstenwache wurde ins Leben gerufen.
- 1995: Fünfte EU-Erweiterung (Zweite Nord- und Osterweiterung – Schweden, Finnland, Österreich)
- 1997: Die Zentrale Unterstützungseinheit Zoll (ZUZ) wurde gegründet. 1997 wurde in der Reuter-Affäre ein bundesweiter Korruptionsskandal in der Zollverwaltung aufgedeckt: Zollfahnder hatten jahrelang gegen Gefälligkeiten im Wert von mehr als 100.000 Euro bei der Beschaffung von Abhörtechnik einen bestimmten Anbieter bevorzugt. In der Folge wurde bundesweit gegen mehr als 400 Personen wegen Vorteilnahme und Bestechlichkeit ermittelt.[21]
- 1998: Abschluss der Aufbauphase der ZUZ am 1. Januar 1998. Zweimal Todesschüsse am 10. Februar 1998: Wenige Stunden nachdem ein Kasache am deutsch-polnischen Grenzübergang Ludwigsdorf (bei Görlitz) zwei deutschen Zöllnern die Dienstwaffe aus einem ungesicherten Pistolenholster entriss und diese damit erschossen hatte, erschoss ein in der Schweiz wohnender Italiener, der Waffen schmuggeln wollte, an der deutsch-schweizerischen Grenze in Konstanz einen deutschen und einen schweizerischen Zollbeamten.[22]
- 1999: Abschaffung der Duty-free-Shops innerhalb der EU zum 1. Juli 1999.
- 2003: Die Unterstützungsgruppen Zoll werden gegründet.
- 2004: Bekämpfung der Schwarzarbeit wird auf Bundesebene beim Zoll gebündelt. Insgesamt sollen 7.000 Beschäftigte bis 2005 in diesem Arbeitsbereich tätig werden; Fluppen-Affäre im März 2004, Sechste EU-Erweiterung (Dritte Osterweiterung – Estland, Lettland, Litauen, Polen, Tschechien, Slowakei, Ungarn, Slowenien, Malta und der nicht türkisch besetzte Teil Zyperns). Ab März 2004 kommt es beim Hauptzollamt Frankfurt-Flughafen regelmäßig zu öffentlichen Auseinandersetzungen zwischen Zollbeamten und deren Amtsleiter Hartmut Neßler, dem eine zu bürokratische Amtsführung vorgeworfen wurde. Im Vordergrund standen dabei regelmäßig unbesetzte Einreisekontrollstellen und die Einschränkung der gesetzlich vorgesehenen Zollkontrollen. Die Fahndungserfolge des Zolls sanken auf einen historischen Tiefpunkt. Zudem klagten die Zollbeamten über Mobbing und Schikanen gegenüber engagierten Kollegen. Während der Amtszeit Neßlers verließ rund ein Viertel der Beschäftigten die Dienststelle.[23]

Im Rahmen dieser Affäre ergriff das Zollkriminalamt öffentlich Partei für den Frankfurter Zollbeamten Stefan R. Dieser hatte einen Schmuggel von Atomwaffenteilen in den Iran verhindert und wurde von der für den Frankfurter Flughafen zuständigen Oberfinanzdirektion Koblenz – Zoll- und Verbrauchssteuerabteilung – mit Sitz in Neustadt a.d. Weinstrasse wegen angeblicher Kompetenzüberschreitung entlassen. Während die  Oberfinanzdirektion Koblenz die öffentlich massiv kritisierte Entlassung zu verteidigen versuchte, lobte das Zollkriminalamt hingegen die Verdienste des entlassenen Beamten wegen der Abwehr einer „Gefahr für die Außenbeziehungen der Bundesrepublik Deutschland“. Der Fall sorgte bundesweit für Aufsehen und fand später auch im Ausland Beachtung.
- 2005: Der sogenannte Kaffeeerlass wurde vom Bundesfinanzministerium herausgegeben und stieß auf Empörung. Mit ihm wurden die Vorgaben zur Korruptionsbekämpfung so eng vorgegeben, dass man auch keine Höflichkeitsgebote wie z. B. ein Glas Wasser oder eine Tasse Kaffee mehr annehmen darf, ebenso sind Geldsammlungen unter den Beschäftigten selbst verboten worden (z. B. zur Pensionierung eines Beamten o. Ä.).
- 2006: Rumänien trat zum 1. Januar 2006 dem Übereinkommen über ein gemeinsames Versandverfahren bei und wurde damit einem EFTA-Staat gleichgestellt.[25] Beim Hauptzollamt Frankfurt am Main-Flughafen liefern sich zwei rivalisierende Dienstgruppen öffentliche Auseinandersetzungen. Schichtweise werfen sich ca. 140 Zollbeamte wechselseitig vor, ankommende Reisende zu lasch zu überwachen und falsche Verdächtigungen in die Öffentlichkeit zu bringen. Der Bundesrechnungshof rügt mangelhafte Zollkontrollen an deutschen Flughäfen. April 2006 – Veröffentlichung des Eckpunktepapiers (Beschluss des Lenkungsausschusses des Projektes Strukturentwicklung Zoll vom 11. April 2006). Oktober 2006 – Veröffentlichung des Grobkonzeptes zum PSZ
- 2007: Siebte EU-Erweiterung zum 1. Januar 2007 (Vierte Ost-Erweiterung) – Bulgarien und Rumänien werden Mitglieder der Europäischen Union. November 2007 – Veröffentlichung des Feinkonzeptes zum PSZ. Die Unterstützungsgruppen Zoll werden 2007 aufgelöst.
- 2008: Änderung des Finanzverwaltungsgesetzes und anderer Gesetze wie z. B. der Abgabenordnung zum 1. Januar 2008 durch das zweite Gesetz zur Änderung des Finanzverwaltungsgesetzes und anderer Gesetze (2. FVGuaÄndG), und damit Startschuss für die umfangreichen Änderungen der Organisation der Zollverwaltung durch das Projekt Strukturentwicklung Zoll.
- 2009: Inkrafttreten des Dienstrechtsneuordnungsgesetzes (Gesetz zur Neuordnung und Modernisierung des Bundesdienstrechts, DNeuG) zum 1. Juli 2009 und damit einhergehend die Schaffung der neuen Amtsbezeichnungen der deutschen Zollverwaltung ZSAnw (Zollsekretäranwärter), ZIAnw (Zollinspektoranwärter) und ZAI (Zollamtsinspektor), die die alten Bezeichnungen ZAnw (Zollanwärter), FAnw (Finanzanwärter) und ZBI (Zollbetriebsinspektor) ablösen. Siehe auch Hauptartikel.
- 2010: Am Frankfurter Flughafen sind trotz Rügen des Bundesrechnungshofes noch immer Einreisekontrollstellen unbesetzt. Die Bundeszollverwaltung reagiert aufgrund anhaltenden Personalmangels mit der Einrichtung von Telefonen an den unbesetzten Kontrollstellen. Reisende können nun telefonisch einen Zollbeamten bestellen, der nach einiger Wartezeit an der Kontrollstelle erscheint und eine Kontrolle bzw. Abfertigung durchführt. Diese Vorgehensweise sorgte im Juli 2010 für heftige Kritik. Der Zoll erklärte dazu in einer Stellungnahme, man appelliere mit diesem Konzept an die Ehrlichkeit der Bürger. Kritiker sprechen hingegen von Sicherheitslücken mit unabsehbaren Folgen.[26][27] Am Ende des Jahres wird die Werthebach-Kommission ins Leben gerufen.
- 2011: Die Entlassung des Frankfurter Zöllners Stefan R. aus dem Jahr 2004 wurde nach jahrelangem Rechtsstreit vom Hessischen Verwaltungsgerichtshof aufgehoben.[28][29]
- 2014: Übernahme der Kraftfahrzeugsteuer zum 1. Juli 2014[30]
- 2016: Umwandlung der Bundesfinanzdirektionen in die Generalzolldirektion. Volle Wirksamkeit des Zollkodex der Union ab 1. Mai.
- 2018: Sukzessive Einführung der neuen blauen Dienstkleidung ab September 2018, beginnend mit den Hauptzollämtern Frankfurt a. M. und Düsseldorf.[31] Die blaue Uniform wird mit polizeiähnlichen Schulterklappen getragen (Rangsterne jedoch fünfspitzig statt sechsspitzig, wie bei der Polizei). Die polizeiähnlichen Rangabzeichen knüpfen an eine bis 1972 gepflegte Zolltradition an. Die von 1972 bis 2018 getragene mintgrüne Dienstkleidung besaß keine Rangabzeichen.[32]
- 2022: Die Ukraine trat zum 1. Oktober dem Übereinkommen über ein gemeinsames Versandverfahren bei und nimmt entsprechend am Gemeinsamen Versandverfahren teil.